# Церковь Всех Святых (Кишинёв)
Церковь Всех Святых (рум. Biserica Duminica Tuturor Sfinților) — храм Кишинёвской епархии Русской православной церкви в городе Кишинёве.

## История
Инициатива постройки храма принадлежит жительнице Кишинёва Елене Матасарице, которая в 1818 году обратилась к митрополиту Кишинёвскому Гавриилу (Бэнулеску-Бодони) с предложением построить на кишинёвском православном кладбище каменную церковь во имя Святителя Николая. В 1822 году архиепископ Кишинёвский Димитрий (Сулима) взял строительство под личную опеку, ввиду того что помещица не могла окончить постройку. Тогда же посвящение храма изменено на Всех Святых. В 1827 году в церкви начались богослужения.
В 1879 году настоятель Всехсвятской церкви Хрисанф Бочковский хлопочет о её расширении и постройке колокольни. Для этих целей Консистория выдала на год причту церкви просительную книгу для сбора пожертвований. В 1880 году запланированные работы удалось осуществить. По одной из версий, проект колокольни разработал Александр Иосифович Бернардацци. 

## Архитектура
Церковь построена в форме ротонды, окружённой дорическими пилястрами. Огромный сферический купол размещается на высоком круглом барабане. Под храмом находится склеп, который повторяет круговую форму храма. С западной стороны расположена колокольня, соединённая с церковью. 